# Claude Gravelle
Claude Gravelle, né le 26 octobre 1949 à Sudbury, est un député fédéral franco-ontarien du Nouveau Parti démocratique représentant la circonscription électorale de Nickel Belt dans la province de l'Ontario au Canada.

## Biographie
Claude Gravelle est un machiniste à la retraite et organisateur syndical dans les exploitations minières Inco à Sudbury, où il a été membre du Syndicat des Métallos Unis. 
Il est entré en politique en 1997 dans le conseil municipal de la ville de Rayside-Balfour. Il n'a pas participé à l'élection au Conseil municipal du Grand Sudbury en raison de la fusion municipale lors de l'élection municipales de 2000, mais il est devenu coprésident d'une association communautaire de Rayside-Balfour. Il a participé à l'élection municipale de 2003, mais n'a pas été élu.
Il fut candidat aux élections fédérales en 2004 et 2006 pour lesquelles il fut battu. En 2008, il fut élu à cette même élection en remplacement de Raymond Bonin. 

## Résultats électoraux
|       | Candidat                 | Parti              | # de voix | % des voix |
|       | Lynne Reynolds           | Conservateur       | +12 503,  | 27,98 %    |
|       | Joe Cormier              | Libéral            | +06 308,  | 14,12 %    |
|       | (x) Claude Gravelle      | NPD                | +24 566,  | 54,97 %    |
|       | Christine Guillot-Proulx | Vert               | +01 252,  | 2,8 %      |
|       | Steve Rutchinski         | Marxiste-léniniste | +00059,   | 0,13 %     |
| Total | Total                    | Total              | 44 688    | 100 %      |

|       | Candidat          | Parti              | # de voix | % des voix |
|       | Ian McCracken     | Conservateur       | +08 869,  | 21,7 %     |
|       | Louise Portelance | Libéral            | +10 748,  | 26,3 %     |
|       | Claude Gravelle   | NPD                | +19 021,  | 46,54 %    |
|       | Fred Twilley      | Vert               | +02 056,  | 5,03 %     |
|       | Steve Rutchinski  | Marxiste-léniniste | +00066,   | 0,16 %     |
|       | Yves Villeneuve   | Indépendant        | +00112,   | 0,27 %     |
| Total | Total             | Total              | 40 872    | 100 %      |